# 나이트 스쿨
《나이트 스쿨》(영어: Night School)은 미국에서 제작된 맬컴 D. 리 감독의 2018년 버디 코미디 영화이다. 케빈 하트가 공동 각본을 쓰고 제작에도 참여하였으며 티퍼니 해디시 등과 함께 출연하였다. 이 영화는 2018년 9월 28일 유니버설 픽처스에 의해 미국에서 개봉되었으며 전 세계에서 1억 300만 달러의 수익을 거뒀고, 비평가들로부터 엇갈린 평가를 받았다.

## 출연진
- 케빈 하트
- 티퍼니 해디시
- 롭 리글
- 로머니 맬코
- 태런 킬럼
- 메걸린 에치쿤워케이
- 앨 매드리걸
- 메리 린 라이스커브
- 키스 데이비드
- 앤 윈터스
- 벤 슈워츠
- 팻 조
- 브리샤 웨브
- 이본 오지

## 기타 제작진
- 배역: 킴 테일러콜먼
- 미술: 키스 브라이언 번스

## 홈 미디어
2018년 12월 11일 디지털 출시되었으며 2019년 1월 1일 4K UHD 블루레이, 블루레이, DVD로 출시되었다.